# Морис Льоблан
Морис-Мари-Емил Льоблан (на френски: Maurice-Marie-Émile Leblanc) е френски писател, световноизвестен с криминалните си романи с главен герой Арсен Люпен, благороден крадец и детектив.

## Биография
Роден е на 11 декември 1864 г. в Руан. Бащата на Льоблан е търговец и корабособственик. Когато започва френско-пруската война, родителите на Морис го изпращат в Шотландия, откъдето той се завръща през 1871 г. Като юноша често посещава Флобер и Ги дьо Мопасан. Работи във фабрика, след това заминава за Париж. Тук Льоблан учи право, но напуска и се заема с журналистика; сътрудничи на редица парижки вестници, включително „Le Figaro“. Поддържа приятелски отношения с Маларме, Мопасан и Метерлинк.
В ранните романи и разкази на Льоблан се усеща влиянието на психологическата проза на Пол Бурже: „Une femme“ (1893), „Ceux qui souffrent“ (1894), „L’Enthousiasme“ (1901). Тези произведения печелят одобрението на критиката и предизвикат интереса на такива видни писатели като Алфонс Доде и Жул Ренар, но не водят до търговски успех. През 1905 г. издателят Пиер Лафит го кани да напише изпълнен с екшън разказ за списанието „Je sais tout“. Новелата, озаглавена „Арестът на Арсен Люпен“, се превръща в пролог към огромния успех на Льоблан. Между 1907 и 1937 г. публикува над двадесет детективски разказа, романи и пиеси за Арсен Люпен, в които създава образа на „крадеца-джентълмен“. Сред тях по-специално са следните произведения:
- „Arsène Lupin contre Herlock Sholmès“ („Арсен Люпен против Херлок Шолмс“) (1908),
- „L’Aiguille creuse“ („Кухата игла“) (1909),
- „Le Bouchon de cristal“ („Кристалната запушалка“, издадена на български като „Тайнственото око“) (1912),
- „Признания Арсена Люпена“ (1913),
- „Островът с тридесетте ковчега“ (1919).

Пародийното представяне на Шерлок Холмс в няколко от разказите и романите на Льоблан предизвиква гнева на Артър Конан Дойл.
Освен на поредицата за Арсен Люпен, Льоблан е автор и на няколко светски романа, детската книга „La Forêt des aventures“ (1932) и два научнофантастични романа: „Les Trois Yeux“ (1919) и „Le Formidable Événement“ (1920 г.).
Умира от пневмония на 6 ноември 1941 г. в Перпинян. Погребан е в гробището Сен Мартен; през 1947 г. е препогребан на гробище Монпарнас. Неговият дом-музей се намира в Етрета, Сен Маритим.